# 달하트 고등학교
달하트 고등학교(Dalhart High School)는 미국 텍사스주 달란트에 위치한 공립 고등학교 로 UIL에서 3A 학교로 분류한다. 9-12학년의 400명 이상의 학생에게 서비스를 제공하는 달하트 고등학교는 댈럼군 및 하틀리 카운티의 대부분을 다루는 달하트 독립 교육구의 일부이다. 2015년에 텍사스 교육청에서 "표준 준수" 등급을 받았다.

## 체육
달하트 골든 울프(Dalhart Golden Wolves)는 이런 스포츠에서 경쟁한다.
- 야구
- 농구
- 크로스 컨트리
- 축구
- 골프
- 파워리프팅
- 소프트볼
- 테니스
- 육상
- 배구

## 사고
2022년 9월 1일, 달하트 2학년 야히르 칸치노는 디미트 에서 열린 선다운 과의 경기에서 의식을 잃었다. 그는 러벅에 있는 대학의료센터 로 공수되어 이틀 후 부상으로 사망했다.